# Michael Mauer
 (novembre 2016).
Si vous disposez d'ouvrages ou d'articles de référence ou si vous connaissez des sites web de qualité traitant du thème abordé ici, merci de compléter l'article en donnant les références utiles à sa vérifiabilité et en les liant à la section « Notes et références ».
Pour les articles homonymes, voir Mauer.
Michael Mauer, né le 28 juillet 1962 à Rotenburg an der Fulda, est un designer automobile.

## Biographie
Michael Mauer étudie le design appliqué au secteur des transports à l'école supérieure de Pforzheim.
Il entre dans le groupe Daimler en 1989. En 1995, il est nommé chef designer chez Mercedes-Benz. Il travaille entre autres sur les Smarts et les Maybacks. En 2000, il rejoint le groupe Saab où il travaille notamment sur l'Aero-X.
En 2004, il est nommé concepteur en chef de Porsche. En 2015, il remplace Walter de Silva à la direction du design pour les marques du groupe Volkswagen en cumul de ses fonctions chez Porsche.

## Réalisations
- Mercedes-Benz Vito W638
- Saab 9-3 Mk2
- Porsche Cayenne (restylage 2007).